# Veia cefálica acessória
A veia cefálica acessória é uma veia que drena o membro superior.